# Max Thieriot
Pour les articles homonymes, voir Thieriot.
Maximillion Drake « Max » Thieriot est un acteur américain, né le 14 octobre 1988 à Los Altos Hills en Californie.
Il est co-créateur et producteur exécutif de la série Fire Country et co-créateur et producteur exécutif du spin-off Sheriff Country.

## Biographie
Max Thieriot est né le 14 octobre 1988 à Los Altos Hills, Californie. Il est le fils de Bridgit (née Snyder) et George Cameron Thieriot. Il a une sœur, Frances et un frère, Aidan. Il est élevé à Occidental, en Californie et il partage son temps entre son domicile dans le Nord de la Californie et Los Angeles.
En 2006, il est sorti diplômé de El Molino High School.
Fait particulier, la famille Thieriot fut propriétaire du San Francisco Chronicle. L'arrière-grand-père de Max Thieriot, MH de Young, d'origine juive néerlandaise, a cofondé le journal et ses parents en ont été éditeurs et rédacteurs.
Autre fait hors du commun, en 1956, les grands-parents paternels de Max, Françoise et Ferdinand Thiériot, furent parmi les 46 victimes du naufrage du paquebot Andrea Doria.

### Vie privée
En 2012, après 7 ans de relation, il se fiance avec Lexi Murphy. Le 1er juin 2013, ils se sont mariés en Arizona. Le 7 décembre 2015, ils accueillent leur premier enfant, un garçon nommé Beaux Thieriot. Leur deuxième fils, Maximus, naît le 21 janvier 2018.

## Carrière
Au début des années 2000, il est remarqué par le gérant Don Gibble, dont il avait suivi la classe d'improvisation. Il est modèle pour GAP et apparu dans deux courts métrages avant d'être choisi, en 2004, pour jouer dans un premier long métrage, Les Petits Braqueurs (Catch That Kid) aux côtés de Kristen Stewart et Corbin Bleu.
En 2007, il apparaît dans The Astronaut Farmer, ainsi que dans la version cinématographique de Nancy Drew.
En 2008, il interprète une version plus jeune du personnage principal Hayden Christensen dans Jumper (AnnaSophia Robb jouant une version féminine plus jeune du personnage joué par Rachel Bilson) et pour la deuxième fois, avec Kristen Stewart.
En 2009, il apparaît dans le thriller érotique Chloé, sorti en salles le 26 mars 2010. Le film a rapporté 3 millions de dollars en salles aux États-Unis et il est devenu l'un des meilleurs films de spécialité du box-office américain en 2010.
En 2010, il joue dans le film My Soul to Take de Wes Craven, en remplacement d'Henry Lee Hopper, le fils de Dennis Hopper. Il est également aux côtés de Jennifer Lawrence la vedette du thriller La Maison au bout de la rue, de Mark Tonderai, sorti en 2012.
De 2013 à 2017, il est au casting de la série Bates Motel qui retrace la jeunesse de Norman Bates. La série est diffusée sur la chaîne câblée A&E et il joue aux côtés de Freddie Highmore, Vera Farmiga, Olivia Cooke, ou encore Nestor Carbonell.
De 2017 à 2022, il  joue le personnage de Clay Spenser dans la série Seal Team diffusée sur CBS aux cotés de David Boreanaz, Neil Brown Jr., A. J. Buckley et Toni Trucks.

### Fire Country
Il a co-créé la série Fire Country avec les showrunners vétérans Tony Phelan (en) et Joan Rater (en) de Grey's Anatomy via Jerry Bruckheimer Television, basé sur CBS Studios, en étroite collaboration avec la PDG de la société, KristieAnne Reed.
En novembre 2021, CBS a annoncé qu'elle développait une série basée sur l'expérience de Max qui a grandi dans la région des incendies de la Californie du nord. La série était alors connue sous le titre de Cal Fire. En février 2022, un pilote de série a été sélectionné, écrit par Phelan et Rater, avec Thieriot comme co-scénariste, et réalisé par James Strong (en). En mai 2022, CBS commande la série sous le nom de Fire Country.
Depuis 2022, il joue le personnage de Bode Donovan aux cotés de Billy Burke, Kevin Alejandro, Diane Farr et Jordan Calloway.
En mai 2024, CBS a donné son feu vert à Sheriff Country, spin-off de Fire Country, avec Morena Baccarin en tête d'affiche de la série. La série est prévue pour le 17 octobre 2025.

## Filmographie

### Longs métrages
- 2004 : Les Petits Braqueurs (Catch That Kid) de Bart Freundlich : Gus
- 2005 : Baby-Sittor (The Pacifier) d'Adam Shankman : Seth Plummer
- 2007 : The Astronaut Farmer de Michael Polish : Shepard Farmer
- 2007 : Nancy Drew d'Andrew Fleming : Ned Nickerson
- 2008 : Jumper de Doug Liman : David jeune
- 2008 : Kit Kittredge : journaliste en herbe (Kit Kittredge : An American Girl Mystery) de Patricia Rozema : Will
- 2010 : My Soul to Take de Wes Craven : Bug
- 2010 : The Family Tree de Vivi Friedman : Eric Burnett
- 2010 : Chloé (Chloe) d'Atom Egoyan : Michael Stewart
- 2010 : Stay Cool de Michael Polish : Le petit ami de Shasta
- 2012 : La Maison au bout de la rue (House at the End of the Street) de Mark Tonderai : Ryan Jacobson
- 2012 : Foreverland de Max McGuire : Will Rankin
- 2012 : Yellow de Nick Cassavetes : Nowell jeune
- 2013 : Disconnect d'Henry Alex Rubin : Kyle
- 2016 : Point Break d'Ericson Core : Jeff

### Télévision

#### Séries télévisées
- 2013-2017 : Bates Motel : Dylan Massett (50 épisodes, rôle principal)
- 2015 : Texas Rising : Jack Hays (5 épisodes)
- 2017-2022 : SEAL Team : Clay Spenser (102 épisodes, rôle principal)
- depuis 2022 : Fire Country : Bode Donovan[8](53 épisodes, rôle principal - également producteur et scénariste)

#### Téléfilm
- 2012 : Dark Horse de Roland Emmerich : Carter Henderson